# Albert Ebossé Bodjongo
Albert Ebossé Bodjongo  (Douala, 6 oktober 1989 – Tizi Ouzou, 23 augustus 2014) was een Kameroens voetballer die als aanvaller speelde.
Hij begon bij Cotonsport Garoua waarmee hij in 2010 landskampioen werd. Ebossé brak echter niet door en via tweedeklassers Unisport Bafang en Douala Athletic Club kwam hij in april 2012 in Maleisië waar hij voor Perak FA ging spelen. Vanaf 2013 speelde hij in Algerije voor JS Kabylie en Ebossé was met zeventien doelpunten topscorer van de Algerijnse competitie in het seizoen 2013/14. Op 23 augustus 2014 kwam Ebossé na afloop van de tweede wedstrijd van het seizoen 2014/15, de thuiswedstrijd tegen USM Alger, in het ziekenhuis te overlijden aan een hoofdletsel nadat hij bij het van het veld lopen na de wedstrijd geraakt was door een voorwerp dat door het thuispubliek gegooid was. De fans waren boos na de 2-1 nederlaag waarin Ebossé het doelpunt voor Kabylie scoorde via een penalty.